# Восточный экономический форум
Восто́чный экономи́ческий фо́рум, ВЭФ — международный форум, ежегодно проводящийся во Владивостоке с целью стимулирования иностранных инвестиций на Дальний Восток России и развития экономического сотрудничества в Азиатско-Тихоокеанском регионе. Также на мероприятии обсуждаются внутренние вопросы, касающиеся Дальнего Востока.
Форум проходит с 2015 года на острове Русский (Владивосток, Приморский край) на площадке Дальневосточного федерального университета.
Ключевая миссия форума — быть практическим инструментом для бизнеса, позволяющим преодолевать барьеры, разделяющие Дальний восток России и другие страны. Ежегодно на площадках форума заключаются сотни соглашений и инвестиционных договоров на крупные суммы (как при работе внутри РФ, так и при привлечении иностранных инвестиций). Является вторым по масштабности и значимости таким форумом на пространстве СНГ после ПМЭФ.

## I Восточный экономический форум
Первый форум проходил с 3 по 5 сентября 2015 года. Было подписано около 80 соглашений на общую сумму в 1.3 трлн рублей. Всего ВЭФ посетили более 2,5 тыс. человек, в том числе представители официальных делегаций и крупных зарубежных компаний из 32 стран. Оператором форума в 2015 году была некоммерческая организация «Фонд Восточный экономический форум».

## II Восточный экономический форум
2—3 сентября 2016 г. состоялся Восточный экономический форум, собравший 3500 участников и 1100 представителей СМИ. Зарубежные участники представляли 56 стран. Самыми многочисленными были делегации: Японии (246 человек), Китая (227 человек), Республики Корея (128 человек). Девиз Форума — «Открывая Дальний Восток». Было подписано 214 соглашений на 1,85 трлн рублей. С 2016 года оператором форума является организация «Росконгресс».

## III Восточный экономический форум
Третий Восточный экономический форум прошел 6—7 сентября 2017 года во Владивостоке. Основная тема Форума — «Дальний Восток: создавая новую реальность». Общее количество участников на Форуме — более 6000 человек из более чем 60 стран, включая 1094 представителя СМИ, в том числе 103 главы иностранных компаний. На Форуме было подписано 217 соглашений на 2 трлн 496 млрд рублей (соглашения, сумма которых не является коммерческой тайной). На ВЭФ-III было подписано соглашение между Роспотребнадзором и ДВФУ об организации Международного научно-образовательного Центра биологической безопасности.

## IV Восточный экономический форум
С 11 по 13 сентября 2018 года на острове Русский прошёл IV Восточный экономический форум. Организатором выступил Фонд Росконгресс.
На форуме было подписано 220 соглашений на общую сумму 3 трлн 108 млрд рублей (учтены только соглашения, сумма которых не является коммерческой тайной). Было подписано соглашение о реализации инвестиционного проекта по освоению месторождений Баимской рудной зоны в Чукотском автономном округе на 360 млрд рублей; Аэрофлот закупит партию самолётов Сухой Суперджет-100 на 210 млрд рублей; АО «КРДВ» построит чистый комплекс по производству метанола и аммиака; Новатэк построит терминал по перевалке и хранению сжиженного природного газа на Камчатке на 69,5 млрд рублей; японский конгломерат Marubeni и Корпорация AEON создадут химический кластер в Волгограде; Российский фонд прямых инвестиций, Alibaba Group, МегаФон и Mail.ru Group создадут крупнейшее предприятие в области коммерции в России и СНГ; «Иида групп» (Iidagroup) построит лесообрабатывающий комплекс по производству пиломатериалов для деревянных домокомплектов, а также строительству и продаже деревянных малоэтажных домов на 15 млрд рублей; подписано соглашение о взаимодействии в области социально-экономического развития Республики Саха на 15 млрд рублей; с Duracell подписано соглашение о взаимовыгодном сотрудничестве при формировании новой системы управления отходами 2-го класса опасности; Роснефть и Beijing Gas Group создают совместное предприятие по строительству и эксплуатации в России сети автомобильных газонаполнительных компрессорных станций (АГНКС); Газпром и японская Mitsui будут совместно работать по проекту «Балтийский СПГ»; АО «Корпорация развития Дальнего Востока» и Ростелеком подписали соглашение о подключении к волоконно-оптическим линиям связи 18 территорий опережающего развития на Дальнем Востоке; Новатэк и Росатомфлот подписали соглашение о намерении совместно развивать и строить ледокольный флот, работающий на СПГ.
В рамках культурной программы состоялись выставка произведений художника Карла Брюллова и его учеников, выставка карт России из собрания музеев Московского Кремля, впервые была проведена интеллектуальная игра в формате «Что? Где? Когда?».

## V Восточный экономический форум
Пятый, юбилейный форум проходил с 4 по 6 сентября 2019 во Владивостоке. В нём приняло участие 8500 делегаций из 65 стран. Всего было подписано более 270 соглашений на сумму свыше 3,4 трлн рублей.
Особое внимание было уделено теме туризма на Дальнем Востоке. Была организована отдельная панельная дискуссия «Туристско-рекреационные зоны Дальнего Востока. Smart-подход в комплексном освоении территорий». Ириной Яровой был предложен проект «Дальневосточное кольцо», который является аналогом «Золотого кольца России». Основной ограничитель развития проекта — это финансирование — и для государства, и для бизнеса это огромная статья расходов.

- Корпус ДВФУ, где проводится форум
- Владимир Путин и Синдзо Абэ на встрече, 2 сентября 2016 г.
- Синдзо Абэ и Си Цзиньпин на форуме 2018 года
- Владимир Путин и Махатхир Мохамад (слева), 5 сентября 2019 г.

## VI Восточный экономический форум
Шестой форум проходил со 2 по 4 сентября 2021 во Владивостоке. Форум состоялся впервые после перерыва в 2020 году из-за пандемии. Форум собрал более 4000 участников, в том числе более 400 глав компаний, и журналистов из 58 стран, самыми представительными стали делегации из Республики Корея, Японии, Индии, КНР и Казахстана. Была подготовлена насыщенная деловая программа, которая включила более 100 мероприятий по самым актуальным вопросам мировой и региональной повестки. В дискуссиях приняли участие более 900 спикеров и модераторов. Всего было подписано более 380 соглашений на сумму 3,6 трлн рублей (учтены только соглашения, сумма которых не является коммерческой тайной).
Среди крупнейших проектов, соглашения по которым подписаны на полях ВЭФ, полпред назвал строительство второй очереди комбината на Удоканском месторождении меди на севере Забайкалья (289 млрд рублей инвестиций), строительство Находкинского завода минеральных удобрений (445 млрд), организацию электроснабжения для Баимского горно-обогатительного комбината (150 млрд), а также создание дальневосточного венчурного фонда «Восход» (10 млрд).
Кроме того Минвостокразвития России, ВТБ, корпорация ВЭБ.РФ и группа компаний ЕСН подписали Соглашение о намерениях по созданию судов, работающих на метаноле, на верфях России. ООО «Русхим Газ», Минвостокразвития России, «Газпромбанк», ВТБ, корпорация ВЭБ.РФ подписали Соглашение о строительстве завода по производству метанола мощностью 1 800 тыс. тонн/год. Объём инвестиций — 204 млрд рублей. ВЭБ.РФ, Приморский край, Минвостокразвития России, АО «Корпорация развития Дальнего Востока и Арктики» и АО «Центр развития портовой инфраструктуры» подписали Соглашение о сотрудничестве по реализации масштабного портового проекта. Общий грузооборот нового порта составит свыше 70 млн тонн. Предполагаемый общий объём инвестиций в проект по созданию порта оценивается до 180 млрд рублей. АО «Корпорация развития Дальнего Востока и Арктики» и «Приморский металлургический завод» подписали Соглашение о создании производства на территории опережающего развития «Большой Камень», вложив 158 млрд рублей. Также заключено соглашение о строительстве парка развлечений и гольф-клуба мирового уровня с развитой инфраструктурой во Владивостоке между Корпорацией развития Дальнего Востока и Арктики, Корпорацией развития Приморского края, Инвестиционным Агентством Приморского края и компанией «Восток Резортс». Общий объём инвестиций составит 23,5 млрд рублей.

## VII Восточный экономический форум
Седьмой форум прошел в период с 5 по 8 сентября 2022 года во Владивостоке на территории кампуса Дальневосточного федерального университета. Организатором стал Фонд Росконгресс.
Основными темами стали возможности трансграничных платежей без SWIFT, вызовы при работе с новыми партнерами из Азиатско-Тихоокеанского региона и проблемы развития высокотехнологичных отраслей. Из глав государств форум посетили премьер-министр Мьянмы Мин Аун Хлайн, премьер-министр Армении Никол Пашинян, премьер-министр Монголии Лувсаннамсрайн Оюун-Эрдэнэ и председатель постоянного комитета Всекитайского собрания народных представителей Ли Чжаньшу. По видеосвязи выступил президент Казахстана Касым-Жомарт Токаев, в формате видеообращения — премьер-министр Индии Нарендра Моди и премьер-министр Малайзии Исмаил Сабри Яакоб.
В своей речи Ли Чжаньшу заявил, что Китай полон решимости продолжать сотрудничество с Россией в различных областях и доволен тем, что российская экономика устояла под напором западных санкций. Анонсировался визит лидера Китая в Россию в сентябре. Чуть позже он же предложил России выработать общую стратегию реагирования на западные санкции и активного противодействия им.
7 сентября Владимир Путин заявил на форуме, что Россия ничего не потеряла от конфликта на Украине, а напротив — укрепила собственный суверенитет. Действия Запада Путин охарактеризовал как «агрессивные попытки навязать другим странам модель поведения, лишить их суверенитета и подчинить своей воле».
Путин также отметил, что почти все экспортируемое из Украины зерно отправляется не в беднейшие развивающиеся страны, а в страны Евросоюза. Он назвал эту ситуацию обманом и мошенничеством со стороны развитых стран и пригрозил ограничить импорт зерна.
На форуме активно обсуждалась дедолларизация экономики и переход к расчетам в «мягких» валютах. Представитель Сбера заявил о начале кредитования в юанях, а президент ВТБ о запуске трансграничных переводов в китайской валюте в обход SWIFT.
Из крупных подписаний на полях форума отмечено соглашение между «Ростехом» и «Аэрофлотом» на поставку авиакомпании 210 самолётов МС-21, 89 самолётов SSJ-NEW и 40 Ту-214 в период с 2023 по 2030 год, а также стратегическое соглашение Международного центра совместных инициатив (ICJI) и ООО «КитайСтрой» на сумму в 2 млрд рублей. Было подписано соглашение об освоении золоторудного месторождения «Кючус», месторождения олова «Ручей Тирехтях» и Депутатского оловорудного месторождения в Усть-Янском и Верхоянском районах Якутии; соглашения о реализации мастер-планов городов Петропавловска-Камчатского, Улан-Удэ и Магадана; соглашения по комплексному развитию горнопромышленного кластера в Республике Саха (Якутия); проект строительства города Спутника в Надеждинском районе.
На Сахалине представители «Юматекс» подтвердили свое намерение инвестировать более 6,5 млрд рублей в строительство верфи в Корсакове. Уже к 2026 году верфь планирует выпустить до 100 морских судов малой категории из композитных материалов. Представители КГ «Дело» и губернатор Лимаренко на полях форума подписали соглашение, которое предусматривает развитие Сахалинского морского порта.
Кроме того было продлено действие программы дальневосточной ипотеки под 2 % на период до 2030 года.
Участие в Форуме приняли более 7 000 участников и представителей СМИ из 68 стран и территорий, включая Россию, в их числе около 1700 представителей бизнеса из 700 компаний. Самыми многочисленными иностранными делегациями стали представители Китая, Мьянмы, Монголии, Индии, Армении, Республики Корея. Впервые участие в Форуме приняли представители таких стран как Алжир, Гана, Доминиканская Республика, Донецкая Народная Республика, Замбия, Камерун, Либерия, Уганда. Всего было подписано 296 соглашений на общую сумму 3 трлн 272 млрд рублей (учтены только соглашения, сумма которых не является коммерческой тайной)

## VIII Восточный экономический форум
Губернатор Хабаровского края Михаил Дегтярев предложил провести нулевой день Восточного экономического форума в Хабаровске в 2023 году. Сам форум проходил 10—13 сентября 2023 года на площадке кампуса Дальневосточного федерального университета во Владивостоке. Центральное событие ВЭФ-2023 — пленарное заседание — прошло 12 сентября
В форуме приняли участие более 7 тыс. человек из 62 стран мира. Всего было подписано 373 соглашения на общую сумму 3 трлн 818 млрд рублей (учтены только соглашения, сумма которых не является коммерческой тайной).
Наиболее крупные контракты были подписаны Амурской областью — на 173 млрд рублей, Забайкальским краем — 76 млрд рублей, Хабаровским краем — 72 млрд рублей и Приморским краем — 56 млрд рублей. С зарубежными предприятиями был заключен 41 договор.
Самыми крупными соглашениями форума стали: договор о реализации инвестпроектов  на почти 1,1 трлн рублей между Корпорацией по развитию Дальнего Востока и Арктики (КРДВ) и ВЭБ.РФ, Сбер, Минвостокразвития России; договор о взаимодействии КРДВ и  «Порт Эльга» на 136 млрд рублей при реализации проекта  по строительству угольного морского терминала «Порт Эльга»; соглашение на строительство 8 судов-краболовов, 2 портовых инфраструктурных комплексов между КРДВ и «Антей Управление Активами» на 124 млрд рублей.
В рамках основной деловой программы было проведено более 100 сессий, участвовали свыше 700 модераторов и спикеров. Самыми многочисленными делегациями были представлены Индия, Китай, Лаос, Монголия, Мьянма и Филиппины. На форум не приехали главы иностранных государств, но в нём приняли участие вице-президент Лаоса Пани Ятхоту, вице-премьер Госсовета КНР Чжан Гоцин, министр транспорта и коммуникаций Мьянмы генерал Мья Тун У и вице-премьер, заместитель премьер-министра и министр экономики и развития Монголии Хурэлбаатар Чимэд.
Программа ВЭФ была разбита на шесть тематических блоков: «Дальний Восток будущего»; «Дальний Восток за 10 лет: что получилось и что нужно сделать?»; «Международное сотрудничество в изменившемся мире»; «Логистика перемен»; «Образование и воспитание как основа независимости»; «Технологическое развитие как гарантия суверенитета».
В течение форума состоялось несколько заседаний и конференций, среди них: Международная конференция АТЭС по высшему образованию; заседание Совета участников судоходства по Севморпути; международная конференция «Колониализм на Востоке и его влияние на современный мир»; Второе заседание президиума научно-экспертного совета Государственной комиссии по вопросам развития Арктики.
В сентябре 2023 года Объединенная нефтегазохимическая компания и Xuan Yuan Industrial Development договорились совместно проинвестировать 5 млрд юаней в строительство сухопутного трансграничного перевалочного комплекса "Союз" на ТОР "Амуро-Хинганская" в Еврейской автономной области. Согласно сообщению «Росконгресс», сделка о финансировании проекта была подписана на экономическом форуме во Владивостоке.

### Амур Экспо 2023
В 2023 году форуму «Амур Экспо» в Благовещенске присвоен статус выездной площадки Восточного экономического форума.

## IX Восточный экономический форум
В 2024 году форум проходил с 3 по 6 сентября во Владивостоке. Участниками форума стали более 7100 человек из 75 стран и территорий. На форуме было подписано 313 соглашений на общую сумму более 5,5 трлн. рублей. На мероприятии в этом году, в частности, достигнуты договоренности о создании химического комплекса в Коми, привлечении научных и инженерных команд в рамках ИНТЦ «Русский», строительстве лесоперерабатывающего комплекса в Сахалинской области. Кроме того в рамках работы форума президент России Владимир Путин запустил работу производства автобусов Соллерс в Приморье, производство на горно-обогатительном комбинате «Озёрный», первую очередь производства Приморского завода пластиковых труб, а также запустил на полную мощность порт «Суходол.
Форум также посетили премьер-министр Малайзии Анвар Ибрагим и Заместитель председателя Китайской Народной Республики Хань Чжэн. Стороны обсудили решение проблем с платежами, роста взаимных инвестиций и сотрудничества, а также нивелирования западных санкций.
В рамках форума прошла также выставка «Улица Дальнего Востока». В ней приняли участие 11 регионов Дальнего Востока и федеральные министерства.

## X Восточный экономический форум
В 2025 году форум будет проходить с 3 по 6 сентября во Владивостоке.

## Первые лица государств, посещавшие ВЭФ
Владимир Путин (2016, 2018, 2019, 2022, 2023, 2024)
- Япония: Синдзо Абэ (2016, 2017, 2018, 2019)
- Корея: Пак Кын Хе (2016), Мун Чжэ Ин (2017)
- Монголия: Халтмаагийн Баттулга (2017, 2018, 2019)
- Китай: Си Цзиньпин (2018)
- Индия: Нарендра Моди (2019, в 2022 выступил с видеообращением)
- Армения: Никол Пашинян (2019, 2022)
- Мьянма: Мин Аун Хлайн (2019, 2022)
- Малайзия: Махатхир Мохамад (2019), Исмаил Сабри Яакоб (2022, выступил с видеообращением), Анвар Ибрагим (2024)